# Eucirroedia
Eucirroedia är ett släkte av fjärilar. Eucirroedia ingår i familjen nattflyn.
Kladogram enligt Catalogue of Life:
| Eucirroedia | \| \| Eucirroedia brunneo-ochracea \| \| \| \| \| \| Eucirroedia glenwoodi \| \| \| \| \| \| Eucirroedia pampina \| \| \| \| \| \| Eucirroedia pampinella \| \| \| \| |
|             | \| \| Eucirroedia brunneo-ochracea \| \| \| \| \| \| Eucirroedia glenwoodi \| \| \| \| \| \| Eucirroedia pampina \| \| \| \| \| \| Eucirroedia pampinella \| \| \| \| |
|             | Eucirroedia brunneo-ochracea |
|             | |
|             | Eucirroedia glenwoodi |
|             | |
|             | Eucirroedia pampina |
|             | |
|             | Eucirroedia pampinella |
|             | |

## Bildgalleri

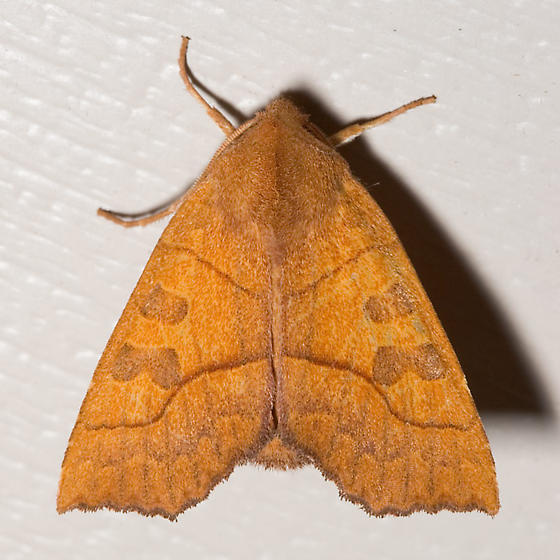